# Trithemis imitata
Trithemis imitata – gatunek ważki z rodziny ważkowatych (Libellulidae).